# Maultaschen
I Maultaschen o Schwäbische Maultaschen o Schwäbische Suppenmaultaschen sono un tipo di pasta ripiena sveva (Baden-Württemberg nonché la regione della Svevia nel Land Baviera), in Germania.
Nell'ottobre 2009 a livello europeo la denominazione Schwäbische Maultaschen o Schwäbische Suppenmaultaschen è stata riconosciuta indicazione geografica protetta (IGP).

## Descrizione
Simili a dei grossi ravioli di 8-12 centimetri, i Schwäbische Maultaschen vengono preparati con un ripieno composto di trito di carne, spinaci, mollica di pane e cipolle, insaporito con diverse spezie.
Vi sono diversi modi tradizionali di mangiare i Maultaschen: "geröstet" (tagliati a fette, quindi fritti con uova e cipolle), "in der Brühe" (bolliti in un brodo vegetale) o "geschmälzt" (conditi con burro, originariamente strutto, e cipolle); solitamente sono serviti con un'insalata di patate.
Mentre i Maultaschen fatti in casa sono spesso preparati seguendo le ricette della tradizione familiare, questo tipo di pasta può essere acquistata anche nei negozi che offrono Maultaschen con una gran varietà di ripieni, da quelli tipici a quelli a base di salmone oppure vegetariani.

## Etimologia
La probabile etimologia della parola Maultasche (che in tedesco d'oggi vuol dire letteralmente "tasca, borsa del muso") è da ricercarsi nel XVI secolo, quando la parola, prima ancora di assumere significato culinario, significava "ceffone, sberla" (dal tedesco Maul, "muso", e tatschen o tätschen, "percuotere"). I Maultaschen furono così chiamati perché simili ad una guancia gonfia in seguito ad un ceffone.
Infondata è quindi la leggenda che narra che i Maultaschen sono stati inventati dai monaci del monastero di Maulbronn per nascondere il fatto che mangiassero carne durante il periodo di quaresima, fatto che si sarebbe riflesso nel nome umoristico alternativo svevo: "Herrgottsbscheißerle", ossia i piccoli ingannatori del Signore Iddio.